# David Dewaele
David Dewaele (* 19. März 1976 in Hazebrouck, Nord-Pas-de-Calais als David Sébastien Dewaele; † 27. Februar 2013 ebenda) war ein französischer Schauspieler.

## Leben und Karriere
David Dewaele wurde 1976 in Hazebrouck im Norden Frankreichs, 16 km von der belgischen Grenze entfernt geboren. Dewaele wuchs als Arbeiterkind in ärmlichen Verhältnissen und einer sozial schwierigen Umgebung auf. Halt fand er nur bei der Großmutter. Als Jugendlicher stellten sich Drogen- und Alkoholprobleme ein und es begann ein Leben zwischen Jugendgefängnissen und ausschweifenden Abenteuern in Bars und Kneipen. Von der französischen Gesellschaft bis Mitte der 1990er Jahre weitestgehend geschnitten, konvertierte er zum Islam. 
Erste kurze Kameraerfahrung sammelte Dewaele 1985, als er als Neunjähriger in dem Kurzfilm De boot von Jaco Van Dormael mitspielte und ein Jahr später in der TV-Miniserie Adriaen Brouwer mitwirken konnte. 
2006 lernte er den französischen Regisseur Bruno Dumont auf dem Arbeitsamt in Hazebrouck kennen, der ihm für seinen Film Flandern eine kleine Rolle anbot. Dewaele meisterte seinen kurzen Auftritt bravourös und so engagierte ihn Dumont 2009 erneut, diesmal für die Nebenrolle des David in seinem Drama Hadewijch. Von dessen intensiver Darstellung seines Filmcharakters beeindruckt, betraute er David Dewaele 2011 mit der männlichen Hauptrolle in seinem Film Hors Satan. Dort verkörperte er den Antihelden und Outsider Le Gars. Der Film erhielt in der Presse unter anderem in The New York Times und in The Guardian sehr wohlwollende Kritiken und Dewaeles Performance als gesellschaftlicher Antiheld wurde sehr gelobt.
2012 spielte er in dem Dokumentarfilm Shut Up and Play the Hits der Regisseure Will Lovelace und Dylan Southern sich selbst.
Bevor es zu einem neuen Kinofilmangebot kommen konnte, starb David Dewaele am 27. Februar 2013 in seiner Geburtsstadt an den Folgen eines Schlaganfalls. Er wurde nur 37 Jahre alt.

## Filmografie

### Kino
- 2006: Flandern (Flandres)
- 2009: Hadewijch
- 2011: Hors Satan

### Kurzfilm
- 1985: De boot

### Dokumentarfilm
- 2012: Shut Up and Play the Hits

### Fernsehen
- 1986:  Adriaen Brouwer